# Saint-Dizant-du-Bois
Saint-Dizant-du-Bois ist eine französische Gemeinde mit 113 Einwohnern (Stand: 1. Januar 2022) im Département Charente-Maritime in der Region Nouvelle-Aquitaine (vor 2016 Poitou-Charentes); sie gehört zum Arrondissement Jonzac und zum Kanton Jonzac. Die Einwohner werden Saint-Dizannais genannt.

## Geographie
Saint-Dizant-du-Bois liegt etwa 85 Kilometer nördlich von Bordeaux. Umgeben wird Saint-Dizant-du-Bois von den Nachbargemeinden Consac im Nordwesten und Norden, Nieul-le-Virouil im Norden und Osten, Mirambeau im Südosten und Süden, Saint-Martial-de-Mirambeau im Süden und Südwesten sowie Semillac im Westen.

## Bevölkerungsentwicklung
| Jahr                       | 1962 | 1968 | 1975 | 1982 | 1990 | 1999 | 2006 | 2019 |
| Einwohner                  | 145  | 134  | 99   | 103  | 83   | 80   | 102  | 111  |
| Quellen: Cassini und INSEE |      |      |      |      |      |      |      |      |

## Sehenswürdigkeiten

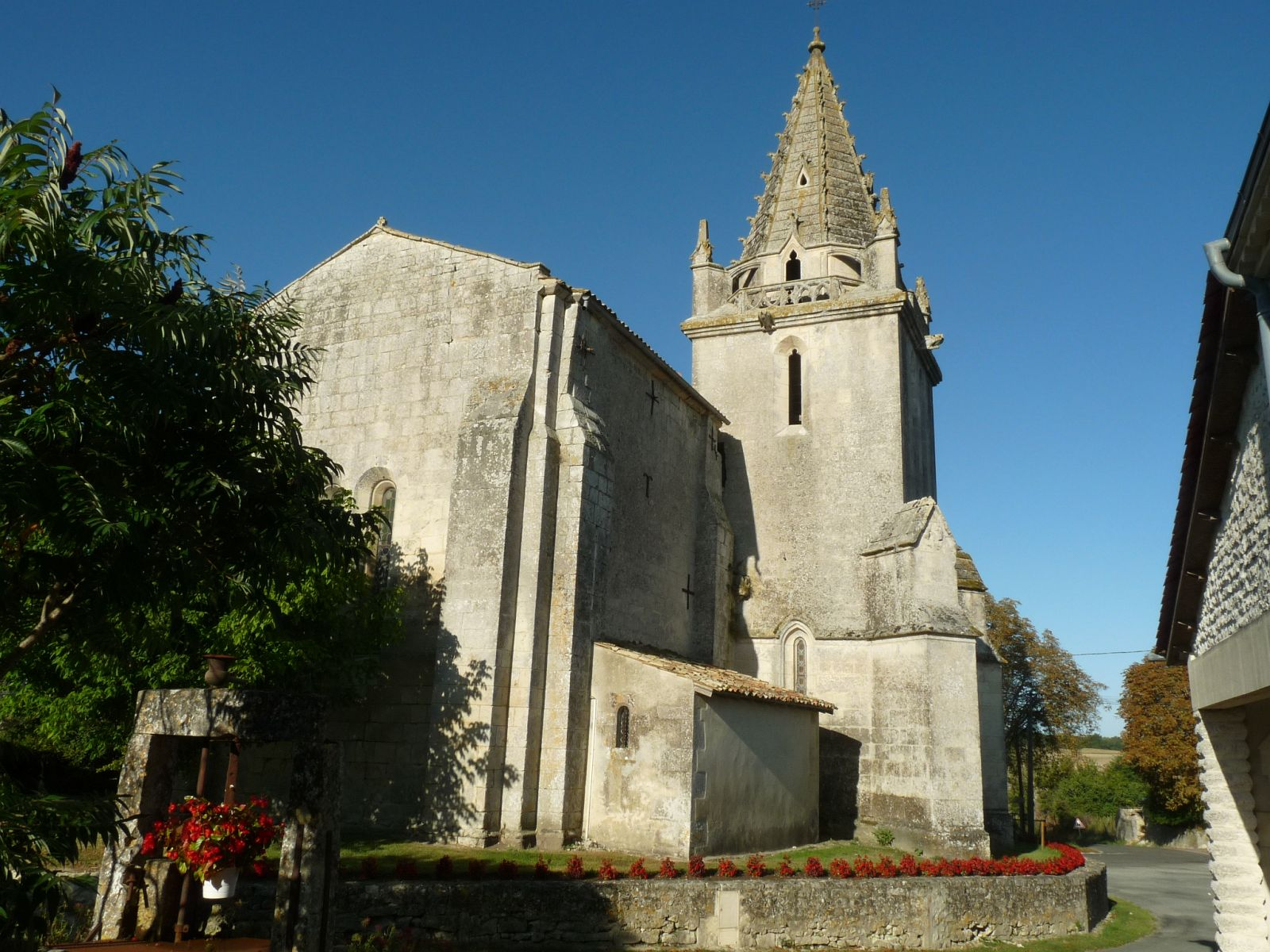
Kirche Saint-Dizant

- Kirche Saint-Dizant